# Flying Virus
Flying Virus is een Braziliaans-Amerikaanse film uit 2001 van regisseur Jeff Hare.

## Verhaal
Journaliste Ann Baurer is tijdens een opdracht in het Amazoneregenwoud bijna om het leven gekomen. Na haar herstel is ze vastbesloten om uit te zoeken wie daarvoor verantwoordelijk is geweest. Ann en haar cameraman Raka trotseren de jungle op zoek naar antwoorden. Van de Shadow People, een mysterieuze volksstam die de sleutel zou kunnen zijn voor het oplossen van het mysterie, leert Ann dat haar aanvallers deel zouden kunnen uitmaken van een groep samenzweerders die de inheemse volken met biologische wapens willen uitroeien. In de tussentijd probeert een Amerikaanse dokter levende specimens naar de Verenigde Staten te smokkelen. Maar wanneer het vliegtuig door hevige turbulentie door elkaar wordt geschud, gebeurt iets verschrikkelijks: een koffer met dodelijke bijen raakt beschadigd en de diertjes weten te ontsnappen. Alle inzittenden verkeren in levensgevaar en tot overmaat van ramp krijgt de piloot te horen dat hij niet mag landen.

## Rolbezetting
Hoofdrollen
| Acteur          | Personage         |
| --------------- | ----------------- |
| Gabrielle Anwar | Ann Bauer         |
| Rutger Hauer    | mr. Ezekial       |
| Craig Sheffer   | Martin Bauer      |
| Duncan Regehr   | Savior            |
| Jason Brooks    | Scotty            |
| David Naughton  | dr. Stephen North |
| Mark Adair-Rios | Raka              |